# Phulia
Phulia est une ville du bloc communautaire de Santipur dans le district de Nadia au Bengale-Occidental en Inde.
Sa population était de 55 653 habitants en 2011.